# Societat moderadament pròspera
Societat moderadament pròspera o societat Xiaokang (xinès simplificat: 小康社会, pinyin: Xiǎokāng Shèhuì), és un terme xinés, originari del confucianisme, utilitzat per a descriure una societat composta per una classe mitjana funcional.
El concepte va nàixer com a contraposició a la degeneració del Datong, a causa dels desitjos egoïstes.
El desembre de 1979, Deng Xiaoping, llavors líder suprem de la Xina, va proposar per primera vegada la idea de "Xiaokang" basada en les "Quatre Modernitzacions".
El terme és més conegut en els últims anys pel seu ús per Hu Jintao, secretari general del Partit Comunista de la Xina entre 2002 i 2012, quan es refereix a polítiques econòmiques destinades a aconseguir una distribució més equitativa de la riquesa. En els usos del secretari general Xi Jinping, el terme "Somni xinés" té major protagonisme que el de Xiaokang. Durant la reunió anual del Congrés del Partit Nacional del 2015, Xi va donar a conéixer un conjunt d'eslògans polítics anomenats Quatre Comprehensives, que inclouen "Construir de manera integral una societat moderadament pròspera".
Aconseguir fer de la Xina una societat moderadament pròspera era un dels quatre objectius del Partit Comunista de la Xina a aconseguir abans del centenari de la República Popular de la Xina, el 2049. El president del país, Xi Jinping, va anunciar l'1 de juliol de 2021 que Xina havia aconseguir l'objectiu de ser una societat moderadament pròspera.

## Orígens
S'ha traduït vagament com una societat "bàsicament acomodada" en la qual la gent és capaç de viure amb relativa comoditat, encara que de manera ordinària. El terme es va utilitzar per primera vegada al Clàssic de la poesia escrit ja fa 3.000 anys. El concepte de Xiaokang pot estar associat amb un coeficient d'Engel del 40-50 per cent, i des del 2017, el coeficient a les ciutats xineses ha estat per baix del 30%.

## Ús contemporani

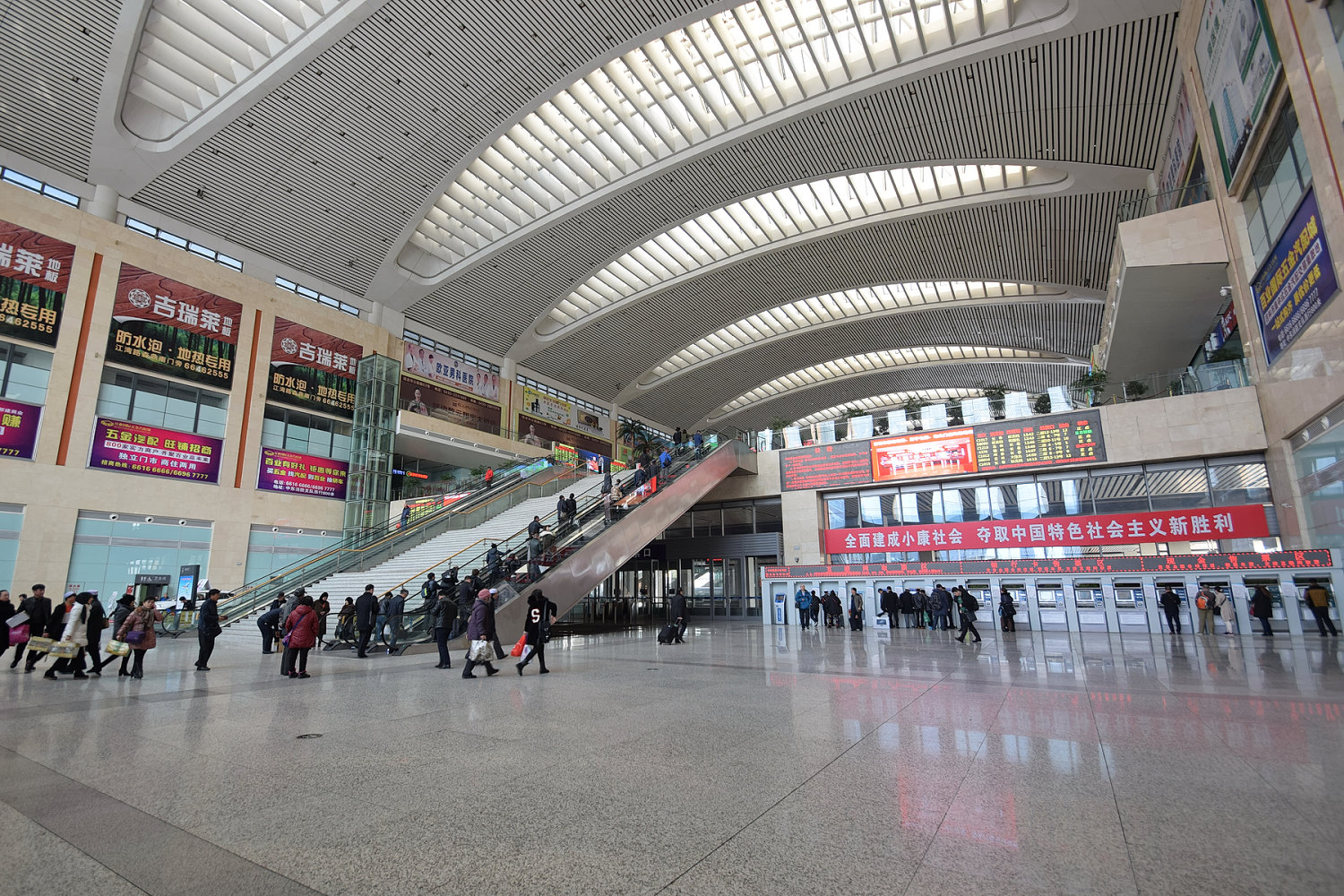
Estació de tren de Jilin, l'any 2017. Al fons, l'eslògan: "Construint una societat moderadament pròspera en tots els aspectes".

El líder xinés Deng Xiaoping va utilitzar els termes Xiaokang Shehui el 1979, com a objectiu final de la modernització xinesa.
La visió d'una societat xiaokang és aquella en la qual la majoria de la gent està moderadament benestada i de classe mitjana, i en la qual la prosperitat econòmica és suficient per a moure la major part de la població de la Xina continental cap a mitjans còmodes, però en què l'avanç econòmic no és l'únic objectiu de la societat. En el concepte de societat xiaokang s'incorpora explícitament la idea que el creixement econòmic s'ha d'equilibrar amb objectius de vegades conflictius d'igualtat social i protecció del medi ambient.
El renaixement del concepte d'una societat Xiaokang va ser en part una crítica a les tendències socials a la Xina continental durant la dècada del 1990 amb el govern de Jiang Zemin, en què molts a la Xina consideraven que es centraven massa en els nous rics i no prou en els pobres rurals de la Xina continental. A més, hi ha hagut por en alguns cercles que la societat xinesa s'haja tornat massa materialista posant la riquesa material per davant de totes les altres necessitats socials.
En contrast amb conceptes anteriors com la civilització espiritual i les campanyes contra liberalització burgesa dels anys huitanta, el concepte de societat Xiaokang no implica un sacrifici heroic i no oposa el material i l'espiritual. La visió d'una societat Xiaokang veu la necessitat que el creixement econòmic proporcioni prosperitat, però veu la necessitat que la prosperitat es distribuisca àmpliament.
A més, el concepte de societat Xiaokang és la primera vegada que el Partit Comunista de la Xina utilitza un concepte de la filosofia xinesa clàssica per legitimar la seua visió del futur de la Xina. El seu ús recent s'ha associat amb Hu Jintao i Wen Jiabao com a objectiu per a la Xina continental per a l'any 2020.
Xiaokang també és un nom per a una revista bimensual que està afiliada a la revista Qiushi, la revista dirigida pel partit a Pequín. Iniciat el 2004, se centra principalment en el desenvolupament polític i econòmic a la Xina. En referir-se a si mateix com "Insight China", Xiaokang es defineix com una revista que expressa les opinions públiques i discuteix l'actualitat sobre la política i les cultures socials xineses.

### Prosperitat comuna
El concepte de prosperitat comuna també se centra en la prosperitat de la societat, una qüestió fonamental en la política xinesa, però no està relacionada amb la societat moderadament pròpsera tot i l'atenció posada al concepte de prosperitat.